# Bezděkov, Havlíčkův Brod
Bezděkov là một làng thuộc huyện Havlíčkův Brod, vùng Vysočina, Cộng hòa Séc.